# Electra (Eurípides)

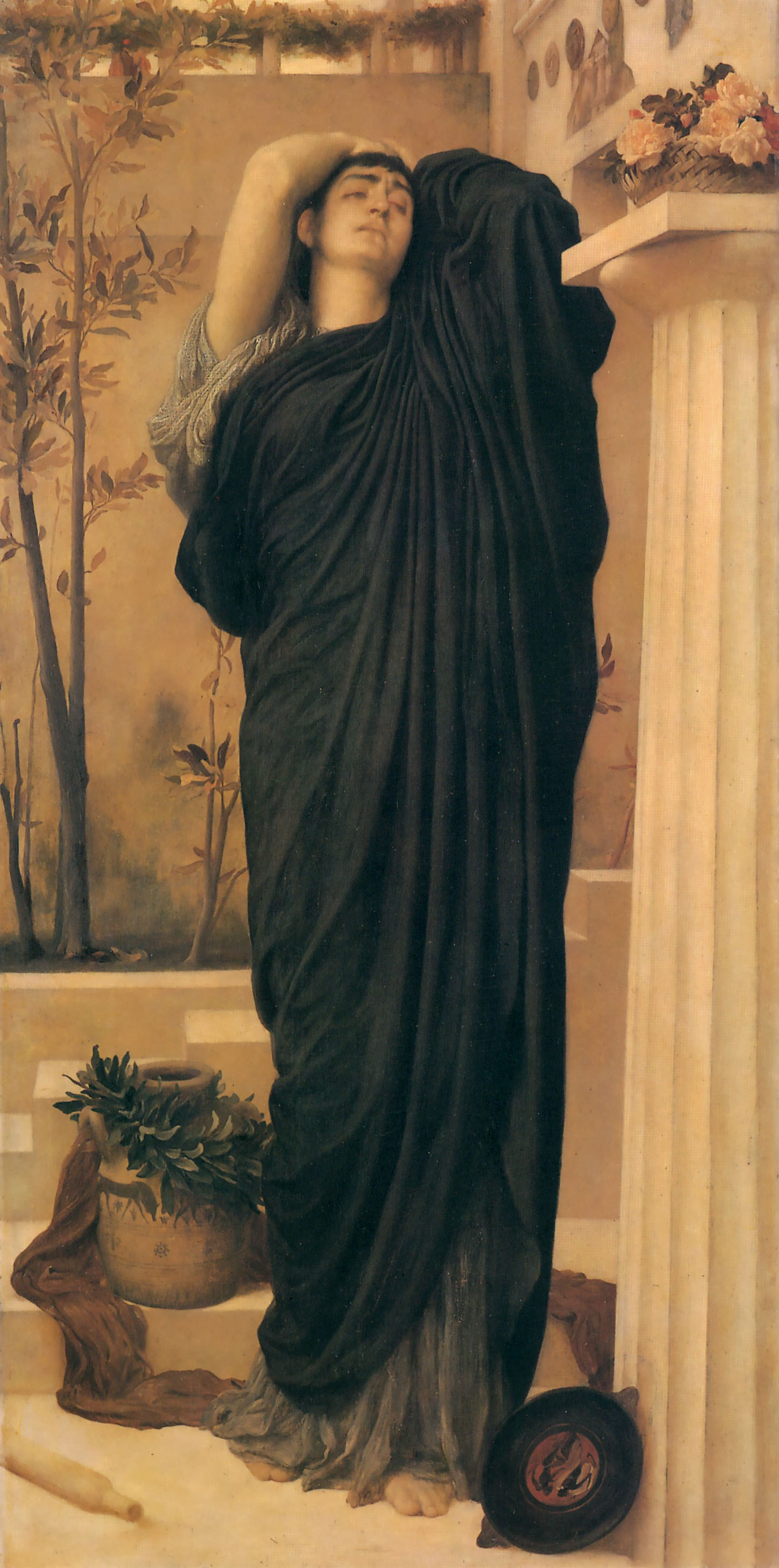
Electra a la tomba d'Agamèmnon, Frederic Leighton, c. 1869

Electra és una tragèdia grega escrita per Eurípides, probablement cap al 410 aC, prenent com a data post quam el 413 aC. No se sap amb seguretat si va estrenar-se abans o després de la tragèdia Electra de Sòfocles.

## Argument
La tragèdia s'obre amb la presentació d'una escena entre Clitemnestra, esposa d'Agamèmnon (i probablement la seva assassina) i Electra, filla d'ambdós. Electra ha estat obligada a casar-se amb un camperol i a marxar del palau per por que, si s'hagués casat amb un noble, probablement els seus fills venjarien la mort d'Agamèmnon. Orestes, mentrestant, ha estat vivint sota la protecció del rei de Fòcida, qui l'ha criat juntament amb Pílades, el seu propi fill.
En el drama, Orestes i el seu company, Pilades, viatgen a Argos amb la intenció de venjar Agamèmnon i van a raure a casa d'Electra i el seu marit. Amaguen la seva identitat per tal d'obtenir informació, però el servent que salvà Orestes duent-lo a Fòcida el reconeix gràcies a una cicatriu. Electra es mostra ansiosa per ajudar el seu germà en l'execució de Clitemnestra i Egist.
Mentre el criat es dirigeix a Micenes amb la intenció d'atraure Clitemnestra a casa d'Electra amb el pretext que la seva filla li ha infantat un net, Orestes mata Egist i torna amb el cos. Però quan arriba Clitemnestra, Orestes es vol fer enrere davant l'imminent matricidi. Electra, però, el pressiona fins que ambdós li enfonsen una espasa a la gorja (segons les convencions tràgiques, aquest moment és relatat i no mostrat en escena). La seva acció, però, desencadena una culpa opressiva, personificada en la persecució de les erínies. Al final, apareixen els germans deïficats de Clitemnestra, els dioscurs Càstor i Pòl·lux, que els ordenen expiar el crim i purificar els seus esperits.